# Jurij Prilukov
Jurij Prilukov (ryska: Юрий Александрович Прилуков), född den 14 juni 1984 i Sverdlovsk är en rysk simmare som specialiserat sig på de längre frisims distanserna.
Prilukov har utmärkt sig som Europas bästa simmare på de längre frisimsdistanserna och har totalt fjorton guld från EM på lång respektive kort bana. Vid världsmästerskap har hans största meriter kommit på kortbana där han såväl 2004, 2006 som 2008 vann guld på både 400 meter och 1 500 meter frisim. 
Vid världsmästerskap på lång bana blev han 2005 tvåa på 400 meter efter Australiens Grant Hackett och trea på 800 meter efter Hackett och Larsen Jensen. Vid VM 2007 var det Sydkoreas Tae Hwan Park som vann guld på 400 meter frisim före Hackett med Prilukov på tredje plats. På 1 500 meter blev det silver efter Polens Mateusz Sawrymowicz.
Prilukov deltog även i OS 2004 där det blev en sjätte plats på 400 meter frisim och en fjärde plats på 1 500 meter frisim.